# Liste der denkmalgeschützten Objekte in Hof bei Salzburg
Die Liste der denkmalgeschützten Objekte in Hof bei Salzburg enthält die 4 denkmalgeschützten, unbeweglichen Objekte der Gemeinde Hof bei Salzburg.

## Denkmäler
| Foto |                 | Denkmal                                                          | Standort                           | Beschreibung | Metadaten |
| ---- | --------------- | ---------------------------------------------------------------- | ---------------------------------- | --- | --- |
| BW   | Datei hochladen | Packwerkbau im Fuschlsee HERIS-ID: 15859 Objekt-ID: 12106        | Fuschlsee Standort KG: Hof         | Überreste von pfahlbauartigen Gebäuden, sogenannten Packwerkbauten, die nach 500 n. Chr. in der Uferzone unmittelbar vor dem heutigen Schloss Fuschl von bajuwarischen Siedlern errichtet wurden und wahrscheinlich in Zusammenhang mit dem Fischfang am Fuschlsee stehen. Sie belegen, dass damals wieder eine Siedlungstätigkeit am See stattfand. Die Reste der sogenannten Packwerkbauten erstrecken sich über die Ufergebiete in der Gemeinde Hof bei Salzburg und die angrenzenden Seegebiete in der Gemeinde Fuschl. | BDA-Hist.: Q37799209 Status: Bescheid Stand der BDA-Liste: 2025-06-30 Name: Packwerkbau im Fuschlsee GstNr.: 963, 1035                              |
| ja   | Datei hochladen | Kath. Pfarrkirche hl. Sebastian HERIS-ID: 15856 Objekt-ID: 12103 | Kirchengasse Standort KG: Hof      | Erstmals urkundlich erwähnt wurde die gotische Hallenkirche im Jahre 1502. Nachdem 1859 ein Brand den Großteil der Kirche zerstörte, wurde 1878 die neu errichtete Kirche von Erzbischof Albert Eder feierlich eingeweiht. | BDA-Hist.: Q37799191 Status: § 2a Stand der BDA-Liste: 2025-06-30 Name: Kath. Pfarrkirche hl. Sebastian GstNr.: 1346/9 Pfarrkirche Hof bei Salzburg |
| ja   | Datei hochladen | Schloss Fuschl HERIS-ID: 15857 Objekt-ID: 12104                  | Schloss-Straße 19 Standort KG: Hof | Das quadratische Gebäude mit Erker stammt in der heutigen Form aus dem 16. Jahrhundert, fungierte lange Zeit als Jagdschloss und wird heute als Hotel betrieben. | BDA-Hist.: Q1485269 Status: Bescheid Stand der BDA-Liste: 2025-06-30 Name: Schloss Fuschl GstNr.: 960 Schloss Fuschl                                |
| ja   | Datei hochladen | Rauchhaus Mühlgrub HERIS-ID: 15860 Objekt-ID: 12107              | Riedlstraße 11 Standort KG: Hof    | Das Rauchhaus ist als typischer Einhof errichtet und erhielt seinen Namen, weil der Rauch vom offenen Herd ohne Schornstein abzieht. Der dadurch entstehende Rußbelag ist für die charakteristische schwarze Farbe verantwortlich. Heute wird das Gebäude für Veranstaltungen genutzt. | BDA-Hist.: Q37799219 Status: Bescheid Stand der BDA-Liste: 2025-06-30 Name: Rauchhaus Mühlgrub GstNr.: 1370/2                                       |